# 贾汗达尔·沙
賈汗達爾·沙 (1661年5月10日—1713年2月12日)，莫卧兒帝國的第八位皇帝，巴哈杜爾·沙一世之子，統治了一段短暫時期（1712-1713）。他的頭銜為Shahanshah-i-Ghazi Abu'l Fath Mu'izz-ud-Din Muhammad Jahandar Shah Sahib-i-Quran Padshah-i-Jahan (Khuld Aramgah)。1712年2月27日，父親巴哈杜爾·沙一世逝世，賈汗達爾·沙與弟弟爭相宣佈繼位。最後，賈汗達爾·沙在貴族首領的支持下於1712年3月17日殺死其弟而得到皇位。
在位短暫的十一個月中，賈汗達爾·沙過着很浮奢的生活方式，他在宮廷中享受舞蹈和娛樂節目。他又晉升一位舞孃成為皇后，此舉震驚了整個蒙兀兒帝國及受到反對。
1713年1月10日，賈汗達爾·沙在阿格拉的戰役中被貴族支持的侄兒法魯克錫亞擊敗，並諸流放。1713年2月11日，賈汗達爾·沙被職業刺客刺殺。